# Парк Едуарду VII (Лісабон)

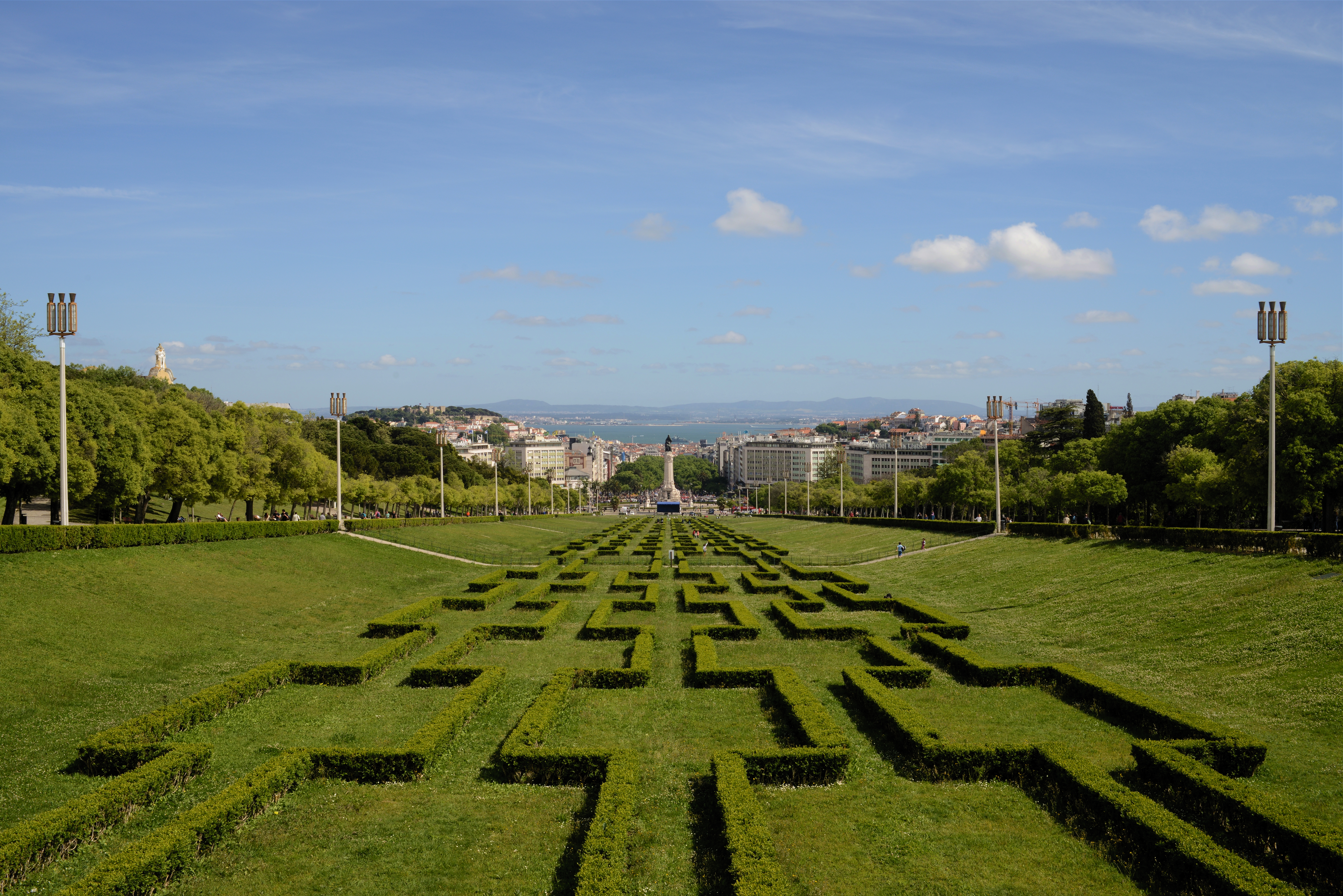
Центральна смуга парку Едуарду VII, з видом на Лісабон та річкою Тахо на задньому плані

Парк Едуарду VII (порт. Parque Eduardo VII ) — громадський парк у Лісабоні, Португалія.  Парк займає площу в 26 га на північ від Авениди да Лібердаде та площі Маркіза Помбала, в центрі міста. 

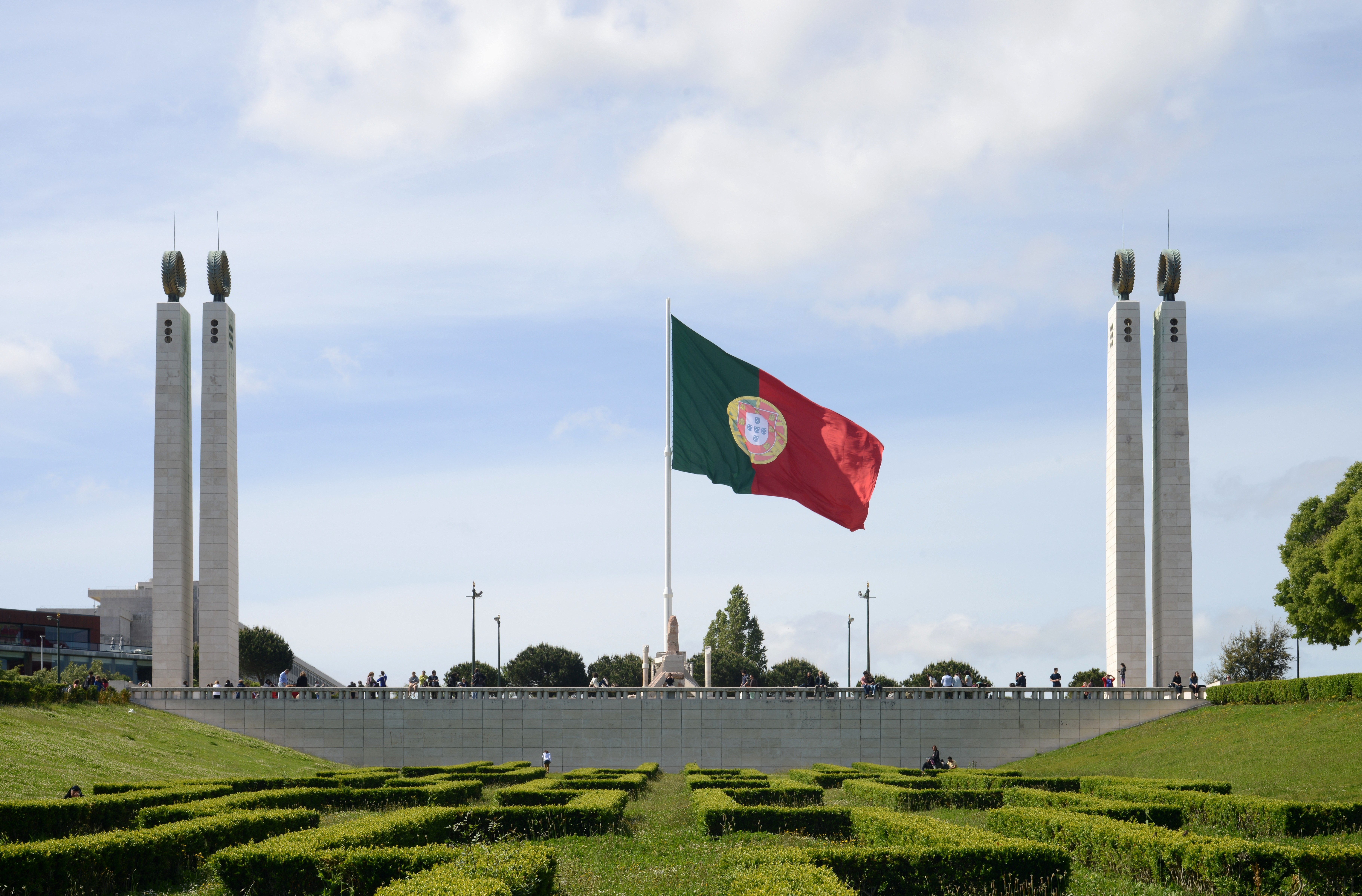
найбільший прапор Португалії у світі

Його ім'я віддає шану королю Едварду VII, який відвідав Португалію в 1902 році, щоб зміцнити відносини між двома країнами. До цього візиту його називали Парк Свободи (Parque da Liberdade). 
У межах парку розташовані павільйон Карлоса Лопеса (колишній португальський павільйон Міжнародної виставки в Ріо-де-Жанейро 1922 року) та Фріст Естуфа (парниковий сад площею 1,5 га). 
На північній вершині парку розташований флагшток, де піднятий найбільший прапор Португалії у світі. 
Лісабонський книжковий ярмарок щороку проводиться в цьому парку.